# 제49회 대통령배 전국고교야구대회
제49회 대통령배 전국고교야구대회는 2015년 7월 13일부터 7월 22일까지 서울 목동야구장에서 열렸고, 중앙일보와 일간스포츠, 대한야구협회가 공동 주최했다. 광주제일고등학교가 우승하였다.

## 참가 고교
※강조된 고등학교는 작년 우승 팀 자격으로 참가한 고등학교임.

## 경기 결과
|  |

| 2회전 (32강) | 2회전 (32강) | 2회전 (32강) |
| 승리         | 패배         |              |
| ------------ | ------------ | ------------ |
|              |              |              |